# Calochortus nudus
Calochortus nudus är en liljeväxtart som beskrevs av Sereno Watson. Calochortus nudus ingår i släktet Calochortus och familjen liljeväxter. Inga underarter finns listade.

## Bildgalleri

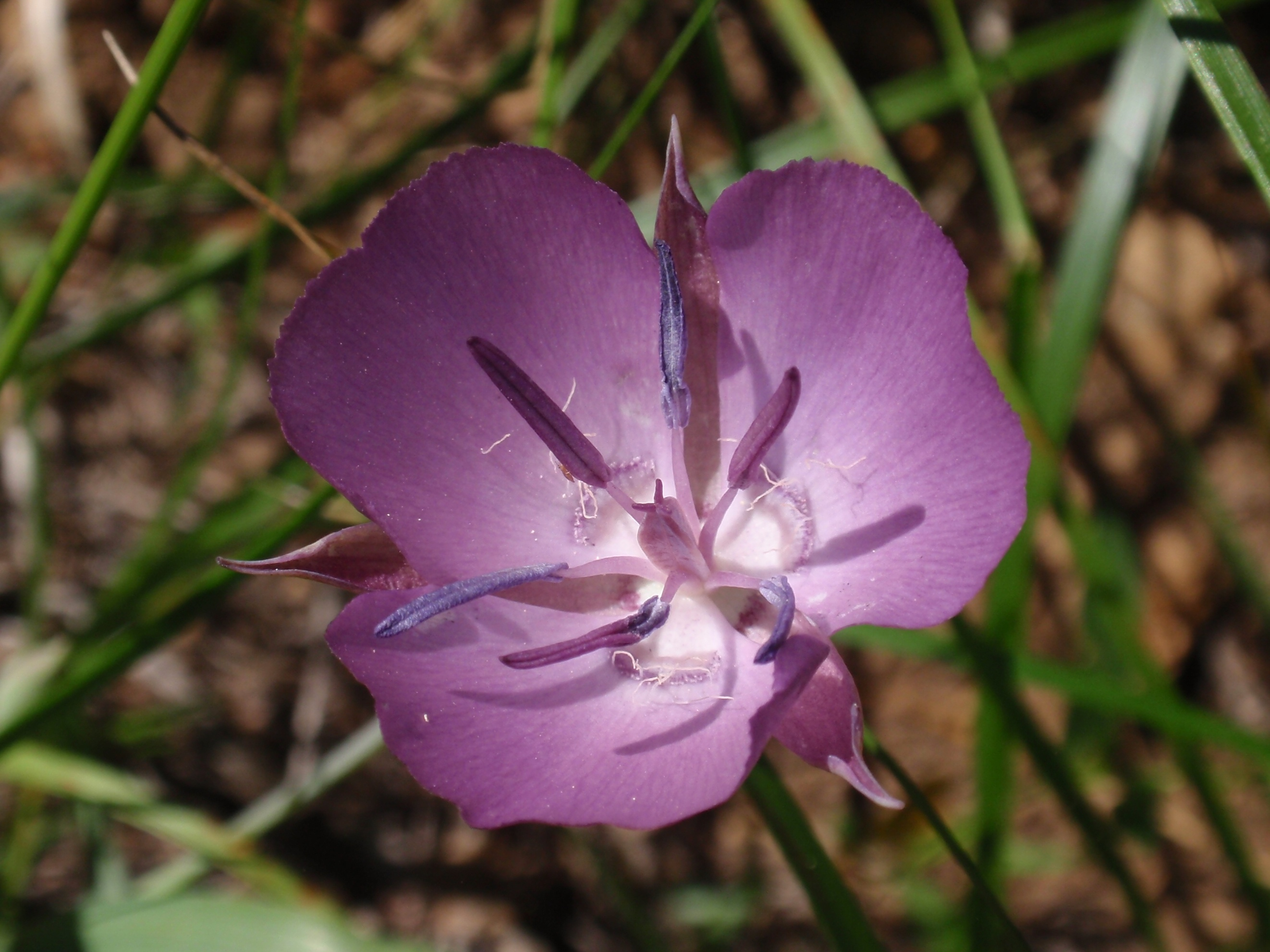
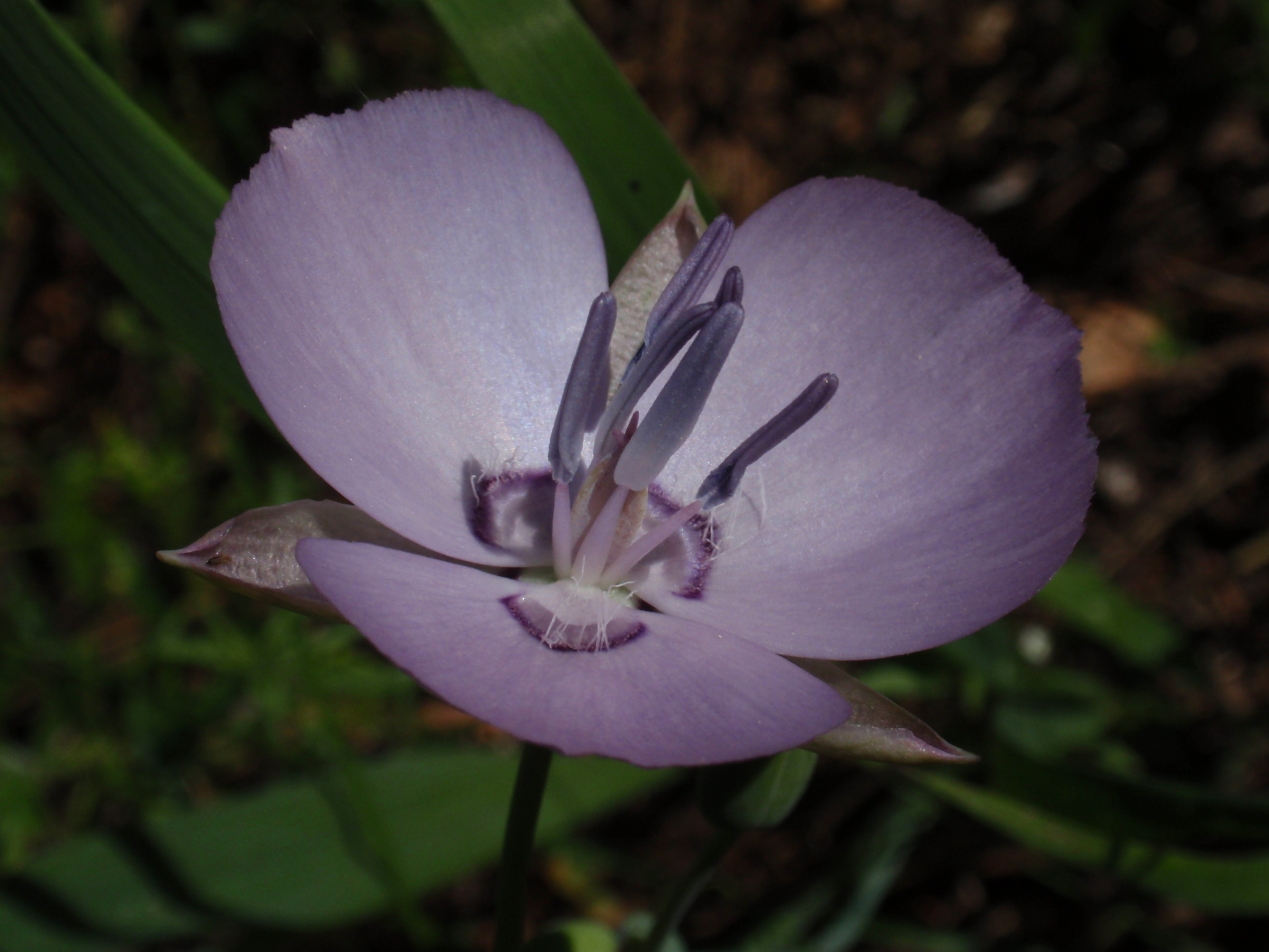
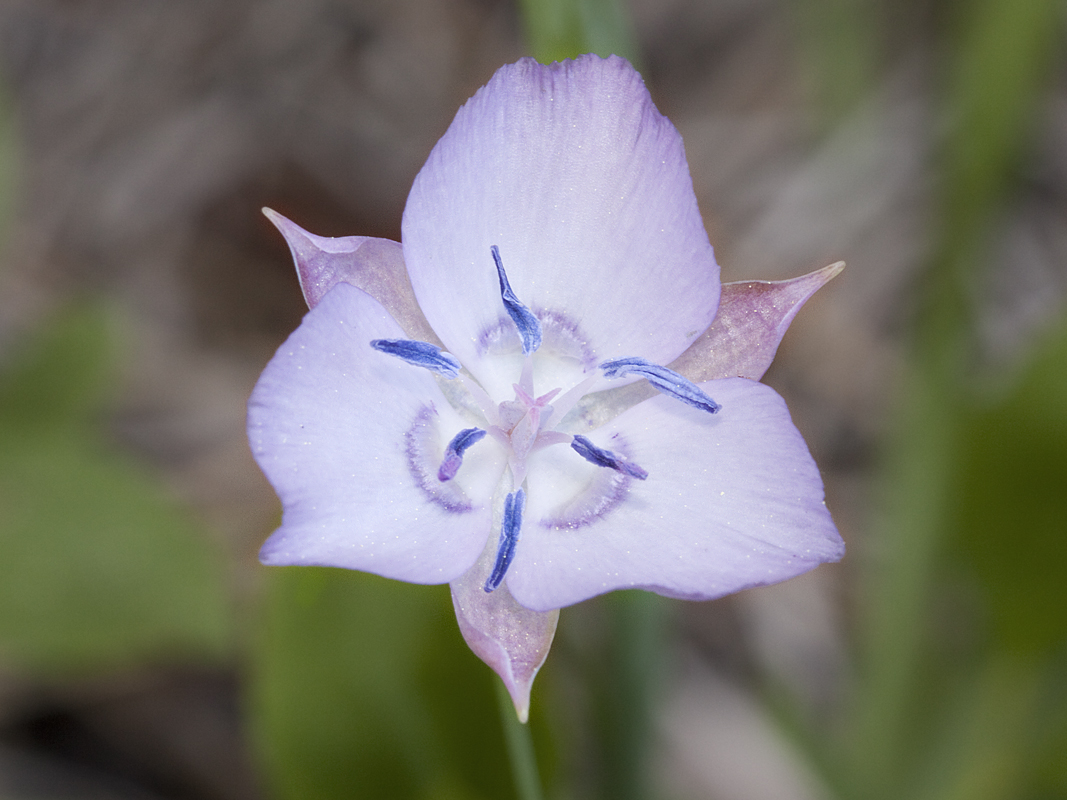